# Sabine Rein
Sabine Rein (* 1965) ist eine deutsche Managerin, Professorin für Betriebswirtschaftslehre und seit 2020 Präsidentin der Hochschule Konstanz Technik, Wirtschaft und Gestaltung.

## Werdegang
Rein begann ihre berufliche Laufbahn in der Senatsverwaltung für Inneres des Landes Berlin, wo sie von 1988 bis 1996 unter anderem die Verwaltungsintegration nach der Wiedervereinigung mitgestaltete. Danach war sie bis 2010 in verschiedenen Positionen als Unternehmensberaterin und Managerin tätig, unter anderem bei Accenture GmbH, wo sie sich auf Strategie- und Organisationsentwicklung sowie Veränderungsmanagement in internationalen Projekten spezialisierte.
Ihre Promotion erlangte sie 2007 an der Universität Potsdam in der Wirtschafts- und Sozialwissenschaftlichen Fakultät bei Werner Jann. 2007 wurde Rein als externe Doktorandin an der am Lehrstuhl Politik, Verwaltung und Organisation promoviert.
Von 2010 bis 2020 war sie Professorin für Betriebswirtschaft an der Hochschule für Technik Stuttgart (HFT Stuttgart) und lehrte insbesondere zu betriebswirtschaftlichen und verwaltungswissenschaftlichen Fragestellungen der technischen Infrastruktur. In dieser Zeit fungierte sie auch von 2012 bis 2017 als Prorektorin für Studium und Lehre und leitete diverse hochschuldidaktische Projekte.
2016 wurde sie in das Exzellenz-Netzwerk Lehre hoch n berufen 2016. Lehre hoch n war eine Gemeinschaftsinitiative der Alfred-Töpfer-Stiftung, der Nordmetall-Stiftung, des Stifterverbands sowie der Volkswagen Stiftung.
Im Juli 2020 wurde Sabine Rein vom Senat und Hochschulrat der Hochschule Konstanz (HTWG) zur Präsidentin gewählt. In dieser Funktion hat sie die Leitung und rechtliche Vertretung der Hochschule inne. Sie ist die erste Frau, die diese Position nach 13 Männern in dieser Rolle.

## Institutionelles Engagement
Sabine Rein ist seit 2021 Vorsitzende des Vorstands der Hochschule Konstanz Stiftung, deren Gründung sie maßgeblich initiiert hat. Zudem ist sie qua Amt Vorstandsmitglied der Fördergesellschaft der Hochschule Konstanz e.V. Des Weiteren ist sie Mitglied des Kooperationsrats und seit Oktober 2024 Vorsitzende des Wissenschaftsverbunds Vierländerregion Bodensee.
Sie engagiert sich in verschiedenen hochschulpolitischen Gremien, wie der Rektorenkonferenz der Hochschulen für Angewandte Wissenschaften Baden-Württembergs (HAW BW e.V.). Sabine Rein vertritt im Namen der Rektorenkonferenz die Baden-Württembergischen Hochschulen für Angewandte Wissenschaften als Vorstandsmitglied bei „Universities of Applied Sciences for Europe (UAS4Europe)“ in Brüssel. Ziel dieses Netzwerks ist es, die Sichtbarkeit und die Einbeziehung der Hochschulen für Angewandte Wissenschaften im europäischen Forschungsraum zu verbessern, indem es eine Plattform für den Wissensaustausch und die politische Interessenvertretung bietet.
Rein ist Mitglied in mehreren Aufsichtsräten und Kuratorien, darunter im Kuratorium der Crescere Stiftung Bodensee und im Aufsichtsrat des Technologie-Lizenz-Büros der Baden-Württembergischen Hochschulen GmbH. Seit 2023 ist sie zudem Mitglied im Aufsichtsrat der Volksbank Konstanz eG und seit Juli 2024 stellvertretende Vorsitzende des Aufsichtsrats.
Sabine Rein ist Mitglied in verschiedenen Kommissionen, beispielsweise ist sie Mitglied der Jury des Stuttgarter Innovationspreises. Mit diesem Preis will die Stadt Stuttgart Innovationskraft würdigen und zu Pionier- und Erfindergeist, Kreativität und Innovationsfreude inspirieren und animieren.

## Hochschulpolitik
In ihrer Funktion als Präsidentin der HTWG Konstanz setzt sie sich besonders für die regionale und internationale Vernetzung mit Hochschulen, Unternehmen und Zivilgesellschaft ein. So veranlasste sie den Beitritt der Hochschule Konstanz zur Hochschulföderation Südwest. Als Präsidentin der unmittelbar an der Schweizer Grenze gelegenen HTWG bekräftigte sie den Willen zu grenzüberschreitender Kooperation, indem sie im Dezember 2023 gemeinsam mit der Universität Konstanz und der Schweizer Thurgauische Stiftung für Wissenschaft und Forschung das „Thurgauer Institut für Digitale Transformation“ gründete.
Auch weltweit treibt Sabine Rein die internationale Vernetzung der HTWG voran, beispielsweise, indem sie Kooperationen mit der Musashino Universität sowie dem Shibaura Institute of Technology in Tokio, Japan, veranlasste oder indem sie in Vietnam den Nachhaltigkeitsansatz der HTWG Konstanz bei einer Veranstaltung des Deutschen Akademischen Austauschdienstes (DAAD) präsentierte.

## Publikationen
- Die Politik des Personalabbaus. Eine Untersuchung zu den Phasen, Akteuren und Instrumenten der Personalreduzierung im Land Berlin in den Jahren 1992 bis 2001. Weissensee Verlag, Berlin 2007, ISBN 978-3-89998-113-1.
- Rolle vorwärts, Rolle rückwärts, Spagat. Wie Veränderungsmanagement an Hochschulen gelingen kann. In: Wissenschaftsmanagement. Zeitschrift für Innovation. Schwerpunkt Leadership in Science, 23. Jahrgang, Heft 5, ISSN 0947-9546.
- Vom Versuch, einen Pudding an die Wand zu nageln. Gute Lehre an der HFT Stuttgart: Von Lehren, Lernen und Veränderung. In: Stallgeflüster. Nr. 43, (docplayer.org)